# إرني غوباني
إرني غوباني (بالمجرية: Gubányi Ernő)‏ (من مواليد 13 أكتوبر 1950 في سالجوتارجان) هو لاعب كرة يد مجري سابق شارك في الألعاب الأولمبية الصيفية عام 1976 وفي الألعاب الأولمبية الصيفية لعام 1980 .
في عام 1976 كان جزءا من الفريق المجري الذي احتل المركز السادس في البطولة الأولمبية . لعب كل المباريات الخمس وسجل 11 هدفا.
بعد أربع سنوات، احتل المركز الرابع مع الفريق المجري في بطولة 1980 الأولمبية . لعب جميع المباريات الست وسجل خمسة أهداف.

## روابط خارجية
- إرني غوباني على موقع أوليمبيديا (الإنجليزية)